# مولشيم (فرنسا)
مولشيم هي دوائر إدارية فرنسية، في فرنسا، تقع في الراين الأسفل، بلغ عدد سكانها 103,448  نسمة وذلك حسب إحصائيات سنة 2015، عاصمتها مولشيم، تبلغ مساحتها 745 كيلومتر مربع.

## التقسيمات الإدارية
- Canton of Molsheim [الإنجليزية]‏
- canton of Rosheim  [لغات أخرى]‏
- canton of Saales  [لغات أخرى]‏
- canton of Schirmeck  [لغات أخرى]‏
- canton of Wasselonne  [لغات أخرى]‏.